# 呂号第二十三潜水艦
|          |                                                                          |
| 艦歴     |                                                                          |
| 計画     | 大正7年度計画                                                            |
| 起工     | 1921年1月20日                                                            |
| 進水     | 1921年10月15日                                                           |
| 就役     | 1923年4月28日                                                            |
| 除籍     | 1935年4月1日                                                             |
| その後   | 1935年8月7日雑役船編入、橋船指定、公称第3106号と改名                     |
| 性能諸元 |                                                                          |
| 排水量   | 基準：740トン 常備：771.8トン 水中：996.8トン                            |
| 全長     | 70.1m                                                                    |
| 全幅     | 6.12m                                                                    |
| 吃水     | 3.70m                                                                    |
| 機関     | ズルツァー式2号ディーゼル2基 電動機、2軸 水上：2,600馬力 水中：1,200馬力 |
| 速力     | 水上：16.5kt 水中：8.5kt                                                 |
| 航続距離 | 水上：10ktで6,000海里 水中：4ktで85海里                                  |
| 燃料     | 重油：75トン                                                             |
| 乗員     | 46名                                                                     |
| 兵装     | 28口径8cm高角砲1門 45cm魚雷発射管 艦首4門、舷側2門 魚雷10本              |
| 備考     | 安全潜航深度：45.7m                                                      |

呂号第二十三潜水艦（ろごうだいにじゅうさんせんすいかん）は、日本海軍の潜水艦。呂十六型潜水艦（海中3型）の8番艦。竣工時の艦名は第四十一潜水艦。

## 艦歴
1921年（大正10年）1月20日、横須賀海軍工廠で起工。1921年（大正10年）10月15日進水。1923年（大正12年）4月28日竣工。竣工時の艦名は第四十一潜水艦、二等潜水艦に類別。1924年（大正13年）11月1日、呂号第二十三潜水艦に改称。1935年（昭和10年）4月1日に除籍。同年8月7日、雑役船に編入され、橋船となり公称第3106号と改名。
呂十三型潜水艦より安全潜航深度が増大した他は大きな変更点はなかった。

## 歴代艦長
※艦長等は『日本海軍史』第9巻・第10巻の「将官履歴」及び『官報』に基づく。

### 艤装員長
- （心得）石井順三 少佐：1921年11月1日[4] - 不詳
- 石井順三 少佐：不詳 - 1922年5月15日[5]
- （心得）森野草六郎 大尉：1922年5月15日 - 7月7日

### 艦長
- （心得）森野草六郎 大尉：1922年7月7日 - 1923年12月1日
- 高塚省吾 少佐：1923年12月1日 - 1924年12月1日
- 石橋敏成 少佐：1924年12月1日[6] - 1925年1月6日[7]
- 古宇田武郎 大尉：1925年1月6日 - 12月1日
- 加瀬三郎 大尉：1925年12月1日 - 1926年11月15日
- 宇宿主一 大尉：1926年12月1日[8] - 1928年12月10日[9]
- 宮崎武治 大尉：1928年12月10日[9] - 1929年11月5日[10]
- 浜野元一 大尉：1929年11月5日[10] - 1930年4月1日[11]